# Molodizhne
Molodizhne  (ucraniano: Молодіжне) es una localidad del Raión de Ovidiopol en el Óblast de Odesa de Ucrania. Según el censo de 2001, tiene una población de 2680 habitantes.